# ジョヴァンニ・バッティスタ・グァリーニ
ジョヴァンニ・バッティスタ・グァリーニ（Giovanni Battista Guarini, 1538年12月10日 - 1612年10月7日）は、イタリアの詩人、劇作家、外交官。

## 人生
グァリーニはフェラーラで生まれ、若い頃をパドヴァとフェラーラで過ごした。1567年から15年間、フェラーラ公アルフォンソ2世・デステに仕えた後、一族の地所であるヴィッラ・グァリーナに隠退し、そこで代表作である『忠実な羊飼い（Il pastor fido）』（1590年）を執筆した。このスタイルが洗練された牧歌的悲喜劇は、多くの言語に翻訳され、17世紀はとても人気があった。この作品は18世紀後半まで続く優雅かつ勇壮な規則のパターンを定めた。
娘のアンナ・グァリーニ（Anna Guarini）はフェラーラ宮廷が誇る女性3人組のヴィルトゥオーサ歌手集団、コンチェルト・デッレ・ドンネ（Concerto delle donne）の1人だったが、1598年、夫と兄弟のジローラモに殺された。

## 作品と影響
グァリーニ以上にルネサンス後期とバロック期の音楽史に影響力のあった詩人はいない。マドリガーレ作曲家たちはさかんにグァリーニの詩に曲をつけた。トルクァート・タッソでさえ、グァリーニに及ばなかった。多作で知られるマドリガーレ作曲家フィリップ・デ・モンテは自分の曲集の題名に、グァリーニの作品にちなんだ『忠実な羊飼い』と名付けた。グァリーニの詩が人気があったのは、Word paintingの可能性を持った豊かさと感情を音楽に容易に翻訳できるためだった。
マドリガーレ作曲家たちだけでなく、18世紀のメタスタージオの時代まで、オペラの台本作家たちに多大な影響力を持っていた。
エステ家宮廷の前任者であったタッソの深い趣きと情緒がグァリーニの作品には欠如しているように見える一方で、過度の情緒性が時代遅れになった時代に、まさに作曲向きだった。クラウディオ・モンテヴェルディ『5声のマドリガーレ第3集』（1592年）の『ああ、苦痛は何と大きいことか』はその典型である。